# Wormaldia shaanxiensis
Wormaldia shaanxiensis là một loài Trichoptera trong họ Philopotamidae. Chúng phân bố ở miền Cổ bắc.